# Медицинский центр имени Эдит Вольфсон
Медицинский центр имени Эдит Вольфсон (ивр. מרכז רפואי וולפסון‎) — государственная больница Израиля.
Больница находится в центре страны, на территории города Холон, недалеко от перекрёстка Вольфсон на шоссе Аялон.

## Создание больницы
Больница была основана в 1980 году благодаря вкладу семьи британского финансиста сэра Айзека Вольфсона и названа в честь его жены, Эдит.
Необходимость открытия крупного медицинского центра в районе южного Тель-авива возникла ещё в 60 годы и была обусловлена существенным ростом населения в этом регионе.
На сегодняшний день, больница Вольфсон оказывает медицинские услуги 120 тысячам пациентов в год и занимает второе место в Израиле по объёму посещений.

## Современныймедицинский центр
Больница занимается обширной исследовательской и академической деятельностью, на её территории располагается целая сеть клинических лабораторий, школа для медсестер.
Больница тесно сотрудничает с различными кафедрами медицинского факультета Тель-авивского университета, лекторами которого являются более 100 врачей больницы.
Исследовательские и научные работы персонала больницы публикуются в профессиональных медицинских изданиях.
Ежегодно, для повышения квалификации и обмена опытом, больницу посещают врачи и студенты медицинских факультетов из разных стран мира.
В больнице действуют 60 отделений различной специализации, ведущими среди которых являются отделения кардиологии, ортопедии, спортивной медицины, хирургии, онкологии, гастроэнтерологии, неврологии и гинекологии; а также несколько амбулаторных клиник, располагающих самым современным медицинским оборудованием.
Больница Вольфсон обладает передовым опытом в различных областях современной медицины, применяет уникальные методы диагностики и лечения в кардиохирургии, неврологии,ортопедии, спортивной медицины, артроскопической хирургии и гематоонкологии.
Отделение по лечению пациентов из-за рубежа. Услугами больницы "Вольфсон" пользуются пациенты Европы, Южной и Северной Америки, Австралии, Африки и стран бывшего СССР.
Медицинский центр имени Эдит Вольфсон насчитывает 655 больничных мест в различных отделениях и дополнительно 30 мест дневного стационара. В больнице работает около 2000 человек медицинского персонала.